# Vajevci
Vajevci je bilo ime skupine šestih ljubljanskih gimnazijcev, ki so v letih 1854 in 1855 skrivaj izdajali literarno glasilo Vaje. Skupino so sestavljali Vaclav Bril, Fran Erjavec, Simon Jenko, Valentin Mandelc, Valentin Zarnik in Ivan Tušek.
Gimnazijci so se prvič sestali poleti leta 1854 v stanovanju enega izmed njih. Na srečanjih so na glas brali svoja literarna besedila, si izmenjevali kritike in tekste zapisovali v zvezek, ki so mu dali ime Vaje. Na ta način so se vadili v pisanju v slovenskem jeziku, veščini, ki je bila v tedanjem šolstvu precej zanemarjena. Podobna dijaška glasila so obstajala že prej, a so jih leta 1852 prepovedali, saj avstrijski oblasti takšna aktivnost bodoče slovenske inteligence ni ustrezala. 
Vajevci so v svoje zvezke, dva sta ohranjena, tretji izgubljen, zapisovali pesmi, novele in eseje. Nekatera besedila so bila kasneje objavljena v Slovenskem glasniku, literarnem časopisu, ki je izhajal v Celovcu. Srečanja so se verjetno končala pred maturo leta 1855, vajevci (razen prezgodaj umrlega Brila) pa so odšli študirat na Dunaj.